# میتلبیبراخ
میتلبیبراخ (به آلمانی: Mittelbiberach) یک شهر در آلمان است که در Biberach واقع شده‌است. میتلبیبراخ ۳٬۹۲۳ نفر جمعیت دارد.